# Valnerina

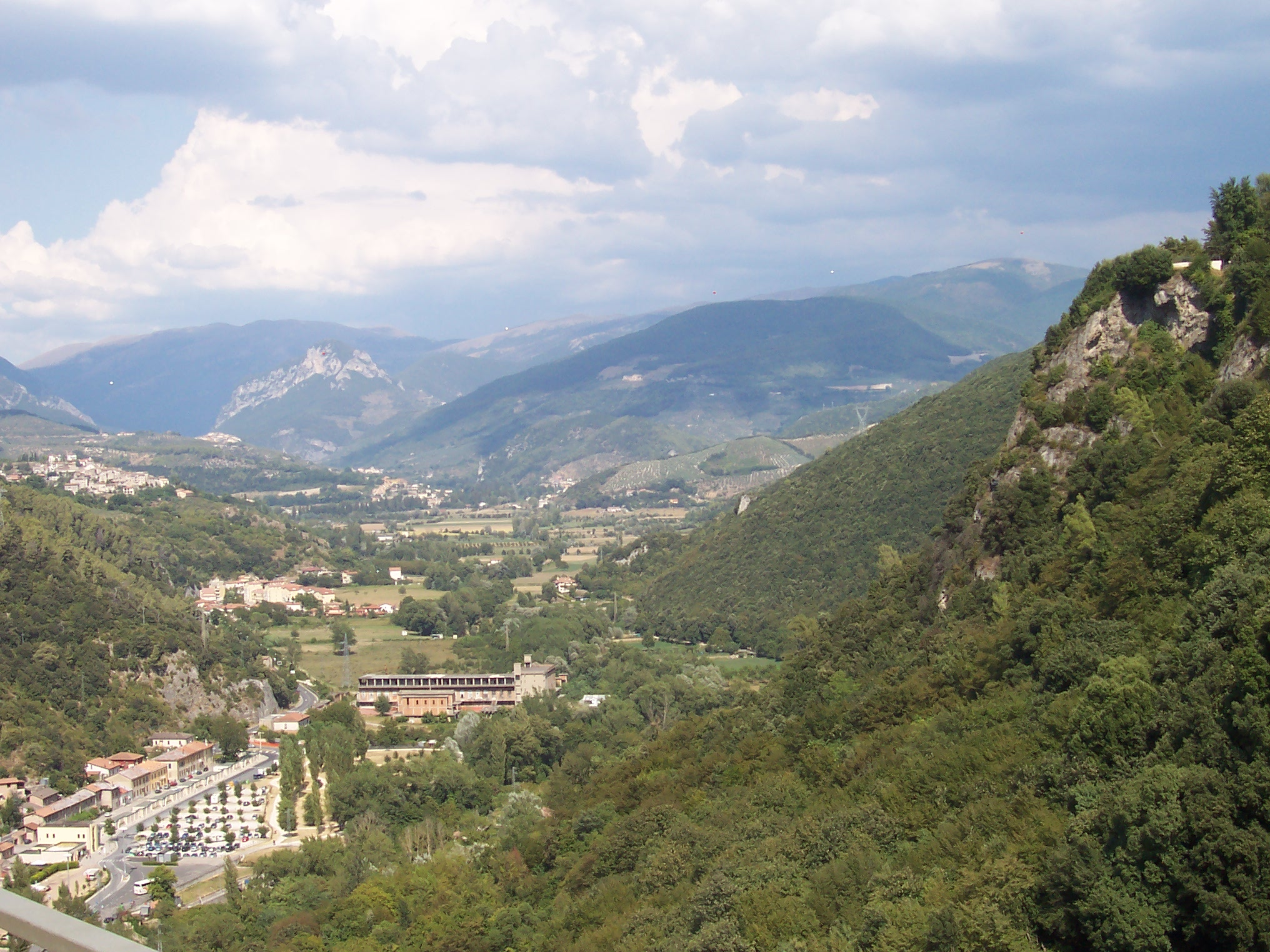
La Valnerina in prossimità di Terni, in direzione di Torre Orsina e Arrone

La Valnerina è la valle attraversata dal fiume Nera, che nasce presso i Monti Sibillini nelle Marche, attraversando una stretta e tortuosa zona montuosa nell'Umbria sud-orientale, per poi giungere a Terni e sfociare nel Tevere presso Orte: divisa tra le province di Macerata, Perugia, Terni e Rieti, i maggiori centri attrattivi sono Arrone, Ferentillo, Visso e Cerreto di Spoleto, mentre dalla vallata si raggiungono facilmente i comuni di Norcia, Cascia e Leonessa.

## Descrizione
Con il termine "Valnerina" si intende l'insieme dei comuni gravitanti attorno l'alto e medio bacino del Nera e ricadenti nelle province di Macerata e  Perugia. Confina ad est con l'alta Valle del Tronto tra Lazio e Marche, mentre a sud confina con l'alta valle del Velino, a sud-ovest con Piana Reatina. L'alta valle è segnata invece dai Monti Sibillini.
Per quanto concerne la bassa Valnerina, invece, essa si identifica con la cosiddetta "Valnerina Ternana", la parte finale della valle che sfocia in quella del Tevere: un territorio caratterizzato da una più marcata antropizzazione e segnato dallo sviluppo, tra l'Ottocento e il Novecento, di una forte componente industriale, favorita dalle ingenti risorse idriche del bacino del Nera, della quale, oltre i centri industriali di Terni e Narni, sono ancora visibili tracce di archeologia industriale (come gli imponenti stabilimenti chimici dismessi di Papigno o l'ancora attiva centrale idroelettrica di Galleto). Da notare che nella "Valnerina Ternana" è compresa anche l'area naturale protetta denominata Parco fluviale del Nera.
Situata lungo un'importante direttrice viaria, è stata al centro del Ducato di Spoleto in epoca longobarda, alla quale risale l'abbazia di San Pietro in Valle presso Ferentillo. Nel XVI secolo si sviluppò a Preci un'importante scuola chirurgica. Durante la seconda guerra mondiale la zona fu interessata da un forte movimento resistenziale, con la valle al centro delle attività della Brigata Garibaldi "Antonio Gramsci", che nel marzo del 1944 creò tra i territori di Arrone, Cascia e Leonessa la prima zona libera d'Italia.

### Comuni
Dell'Alta Valnerina fanno parte i seguenti comuni:
- Arrone
- Cascia
- Castelsantangelo sul Nera
- Cerreto di Spoleto
- Papigno
- Ferentillo
- Collestatte
- Torre Orsina
- Marmore
- Piediluco
- Leonessa
- Monteleone di Spoleto
- Montefranco
- Norcia
- Poggiodomo
- Polino
- Preci
- Sant'Anatolia di Narco
- Scheggino
- Sellano
- Spoleto (con tre delle sue Frazioni, Ancaiano, Le Cese, Belvedere)
- Ussita
- Vallo di Nera
- Visso

## Galleria d'immagini

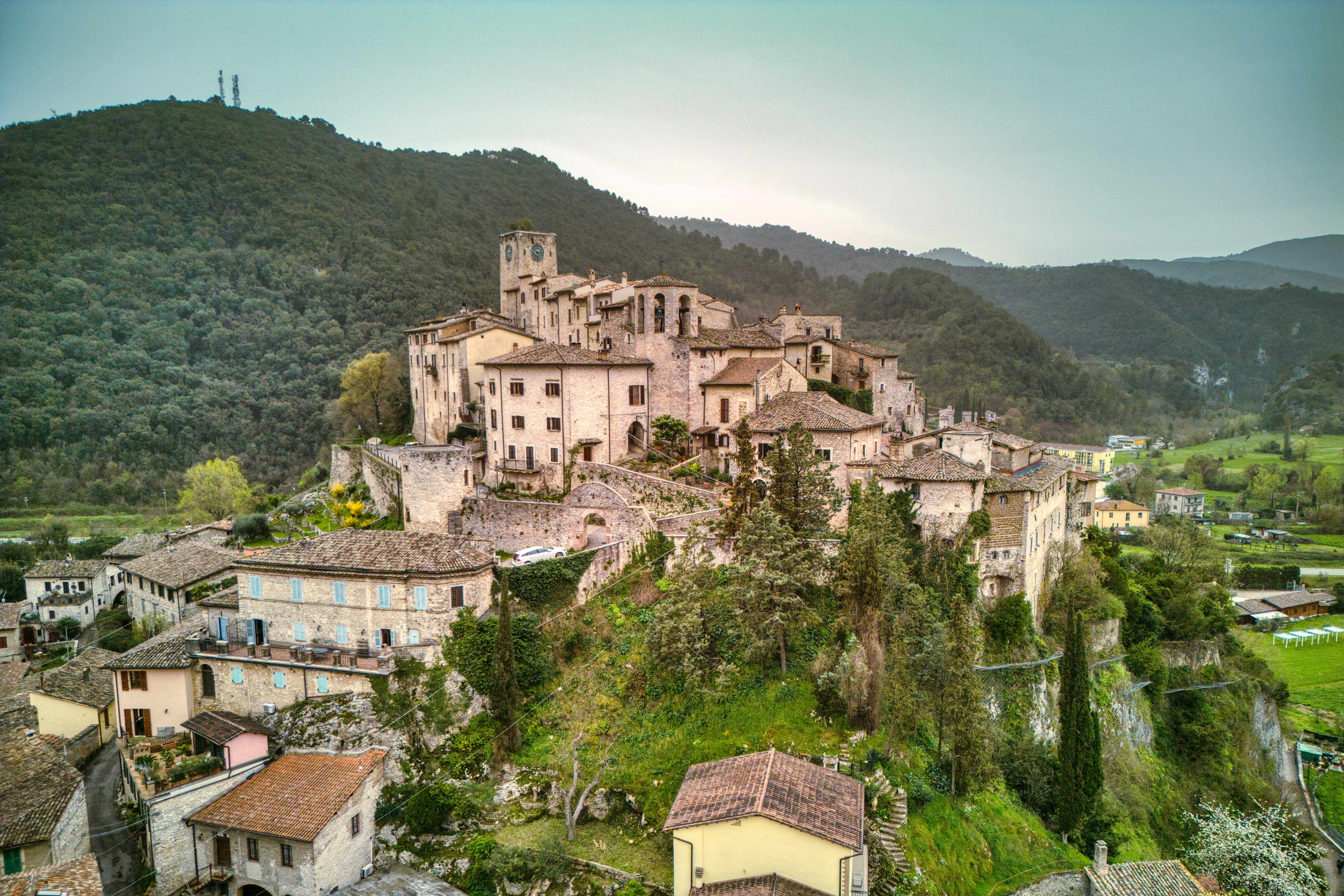
Arrone
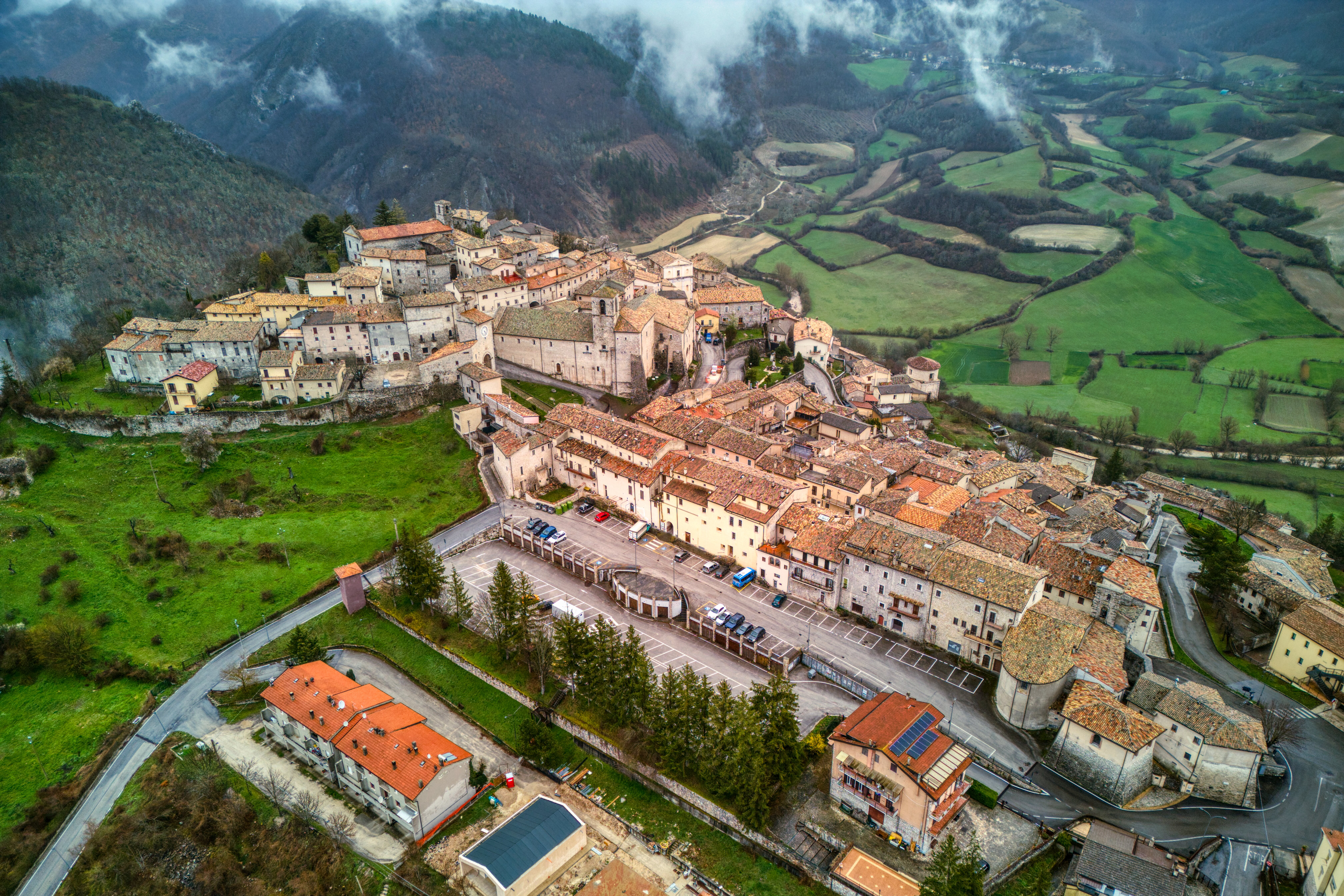
Monteleone di Spoleto
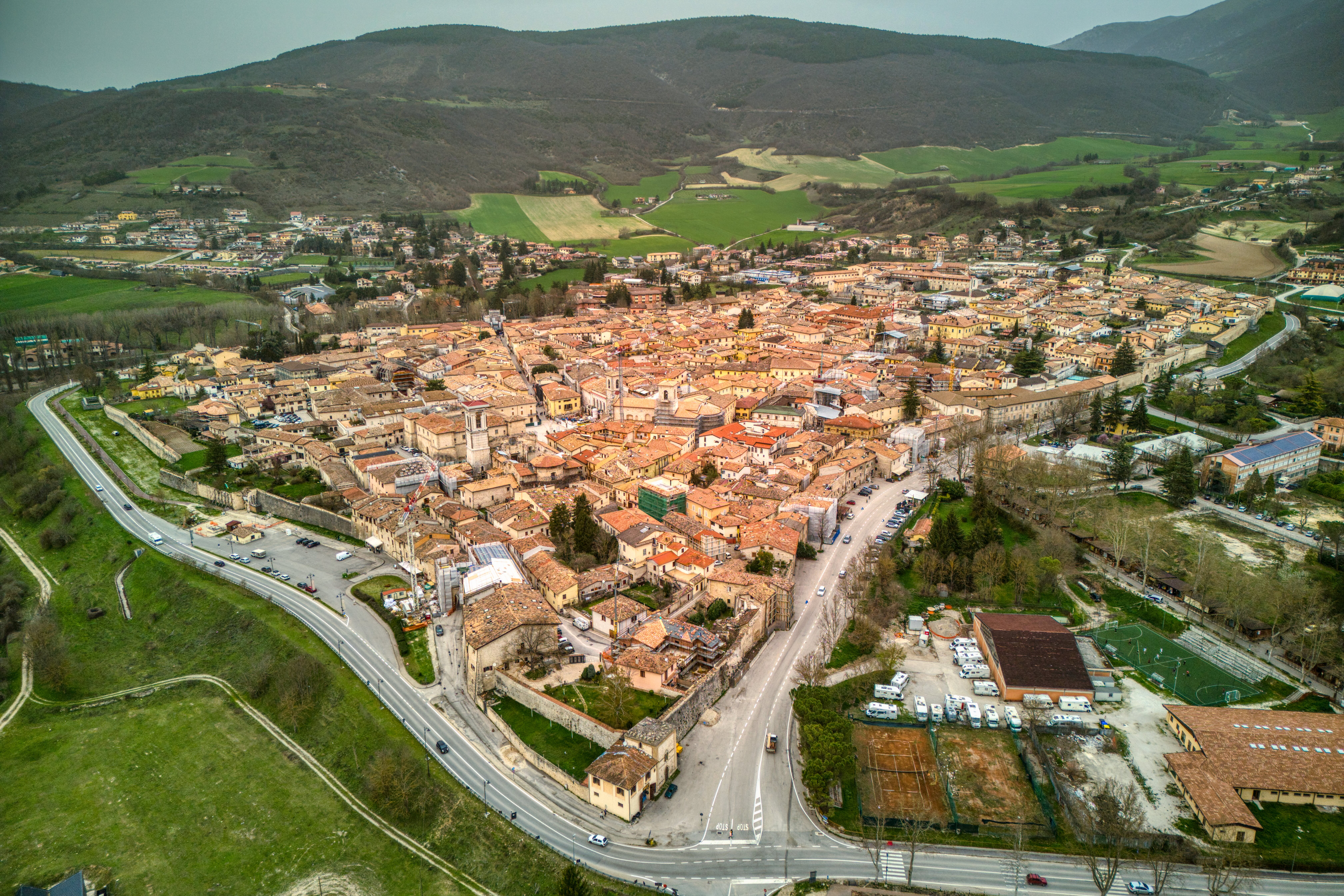
Norcia
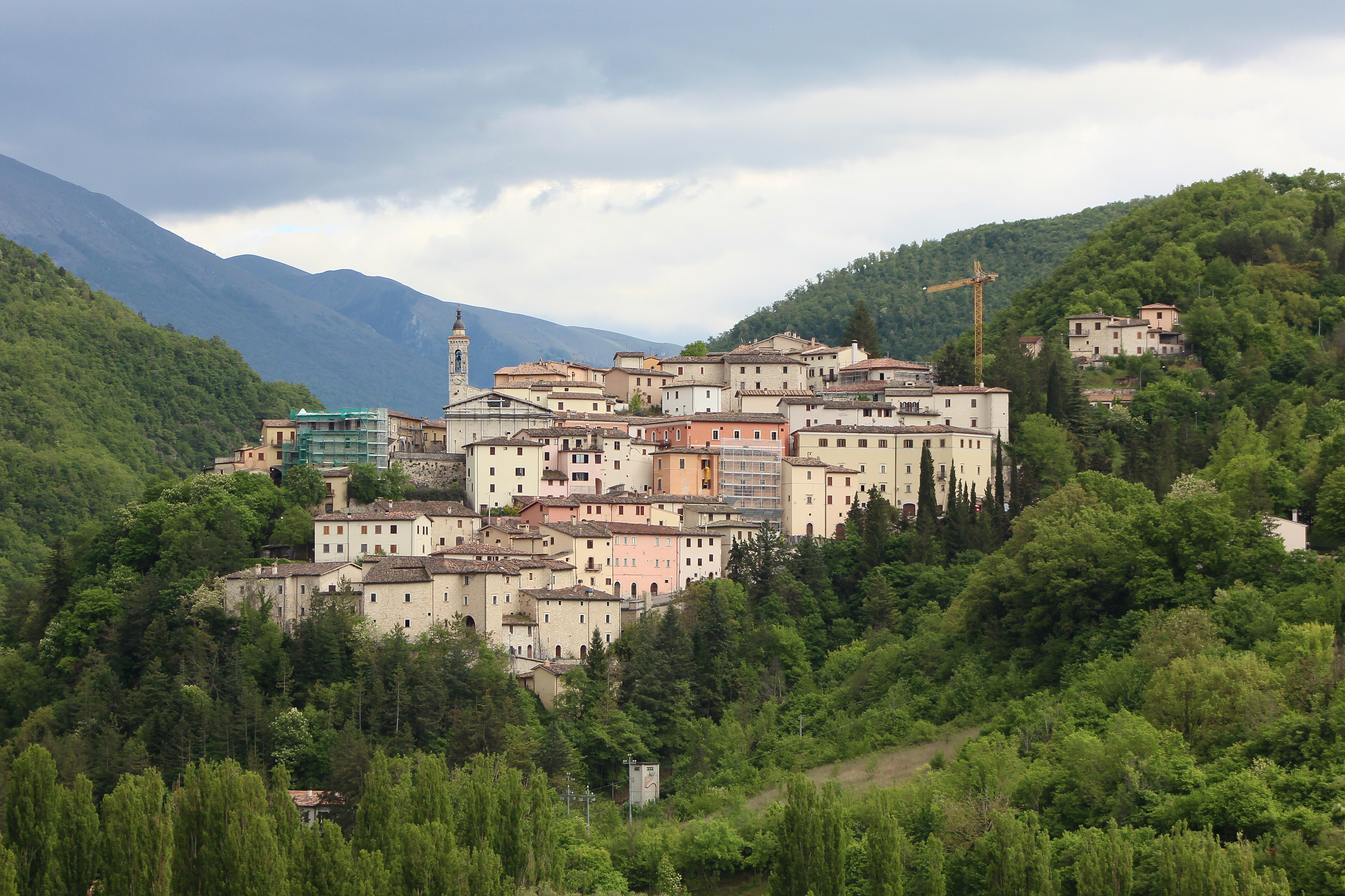
Preci
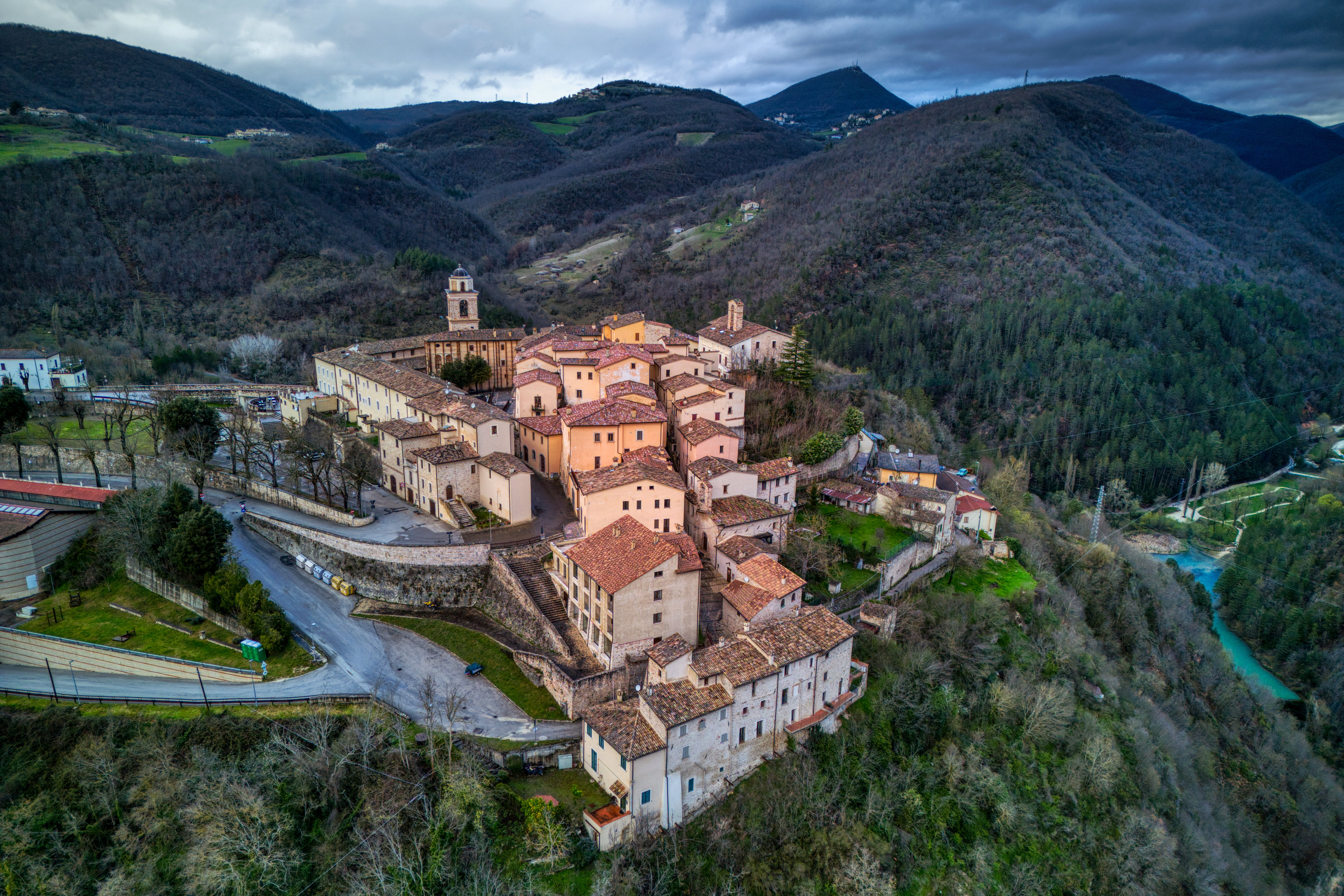
Sellano
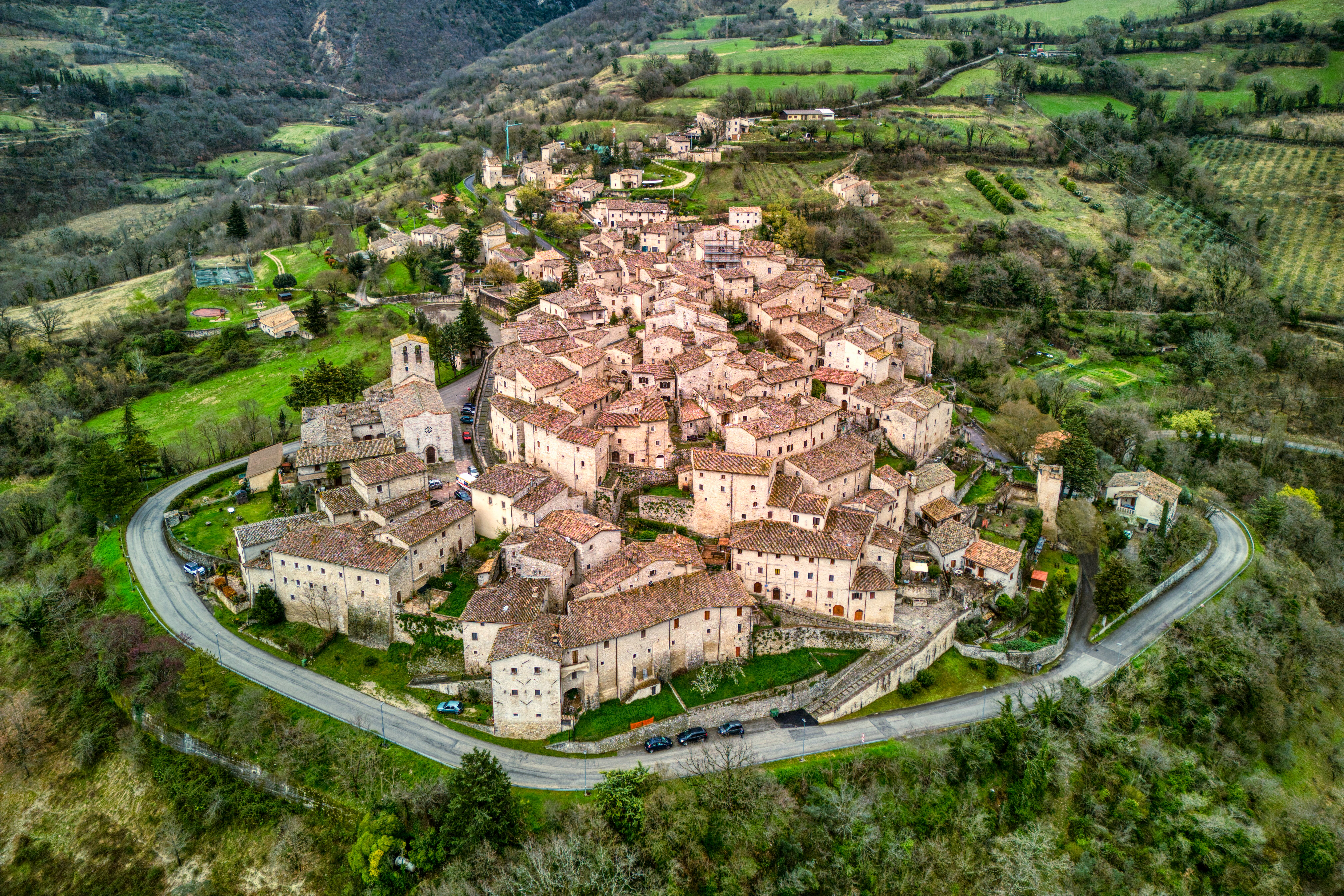
Vallo di Nera

## Economia
L'economia è basata sull'agricoltura, la tradizionale pastorizia, la raccolta di tartufi, l'allevamento della trota e la produzione di salumi; il Nera presenta anche attrattive per coloro che praticano il Kayak, mentre i Monti Sibillini hanno un certo richiamo per l'escursionismo. Anche il turismo religioso ha un notevole impatto sull'economia (Cascia e Norcia, ma anche altre chiese e monasteri come l'Abbazia di San Pietro in Valle).

## Nei media
Roberto Benigni si è servito di alcuni stabilimenti industriali dismessi a Papigno, sul fondo della valle presso Terni, per girare le scene del campo di concentramento de La vita è bella e per la realizzazione di Pinocchio.
La Valnerina è citata nel videogioco Assassin's Creed: Brotherhood.
È una delle ambientazioni principali del romanzo Dark Heir di C.S. Pacat. 